# Leucophenga unifasciventris
Leucophenga unifasciventris är en tvåvingeart som beskrevs av Malloch 1926. Leucophenga unifasciventris ingår i släktet Leucophenga och familjen daggflugor.
Artens utbredningsområde är Costa Rica. Inga underarter finns listade i Catalogue of Life.